# Метажурнал
Метажурнал — сетевой литературно-критический журнал, созданный поэтом и критиком Евгением Никитиным на базе мессенджера Telegram в октябре 2019 года. Первое время канал имел название «Русская поэзия 2019» и как объединение независимых литераторов противопоставлял себя Премии Поэзия.
В редакцию Метажурнала в разное время входили около двадцати критиков (количество варьируется) из разных поколений и кругов литературного общества. Регулярно каждый из редакторов на своё усмотрение выбирает, рецензирует и размещает в Метажурнале стихи, опубликованные в литературных журналах, блогах, соцсетях и т. д. Также Метажурнал публикует короткую прозу, переводы и литературные новости, участвует в литературной жизни. Существует Премия Метажурнала и, как выразился Евгений Абдуллаев, «страсти вокруг неё кипят нешуточные».
В 2021 году Евгений Никитин сложил с себя полномочия главного редактора, оставшись одним из членов редакционной коллегии. Редколлегия общим голосованием отказалась от позиции главного редактора в принципе, тем самым окончательно закрепив движение в сторону максимально возможного горизонтального устройства работы проекта, а в качестве координаторов были выбраны Максим Дрёмов и Алексей Масалов.
Состав редколлегии: Алексей Масалов, Максим Дремов, Евгения Ульянкина, Зоя Фалькова, Антон Платонов, Иван Полторацкий, Павел Банников, Людмила Казарян, Евгений Никитин, Дмитрий Гуревич, Роман Осьминкин, Нина Александрова, Лета Югай, Маргарита Шабурова, Евгения Вежлян, Юлия Подлубнова. В разное время в состав редколлегии входили также Оксана Васякина, Алексей Родионов, Динара Расулева, Алина Дадаева, Андрей Гришаев, Анна Русс.
В Метажурнале публикуются стихи Данилы Давыдова, Марии Галиной, Ольги Зондберг, Каната Омара, Марии Ботевой, Игоря Котюха, Аллы Горбуновой, Сергея Жадана, Ии Кивы, Анны Аркатовой, Геннадия Каневского, Валерия Нугатова, Дениса Ларионова, Дмитрия Строцева, Дмитрия Кузьмина, Анны Глазовой, Андрея Таврова, Александра Кабанова, Наты Сучковой, Елены Фанайловой, Дарьи Серенко, Дмитрия Данилова, Андрея Василевского, Григория Кружкова, Елены Георгиевской, Алексея Цветкова, Анны Золотарёвой, Полины Барсковой, Марии Степановой, Кати Капович и многих других литераторов.
По мнению издания «Лиterraтура», Метажурнал «сразу произвёл фурор в литературном сообществе». Людмила Вязмитинова пишет, что Метажурнал создан «на принципиально новых началах» и считает его «самым продвинутым». Оксана Васякина делает вывод, что «логика публикаций текстов и отзывов в нём стала горизонтальной». По мнению Ольги Баллы, Метажурнал это «новая интерактивная форма критики». Игорь Караулов отмечает, что «мощно работает Telegram-канал Метажурнал, организатор которого Евгений Никитин проводит чёткую и радикальную линию: стихотворение нельзя считать состоявшимся, если о нём никто ничего не сказал». Лев Оборин советует «читать стихи современных авторов и в социальных сетях — в телеграме, например, популярен канал Метажурнал». Этого же мнения придерживаются Юлия Шокол и Анастасия Явцева. Глеб Симонов ссылается на опрос Метажурнала, посвящённый проблеме чтения журналов. Олег Полежаев относит Метажурнал к проектам, «авторы которых стремятся объединить различные поэтические практики». В интервью Борису Кутенкову Евгений Никитин обозначил одну из главных функций Метажурнала — «мы сшиваем ткань литсообщества воедино».
Представители консервативной части литературного общества, в частности Константин Комаров и журнал «Вопросы литературы», восприняли появление Метажурнала с негативной критикой.